# Taishoèras
Taishoèras (en francès Tachoires) és un municipi francès situat al departament del Gers i a la regió d'Occitània.

## Geografia

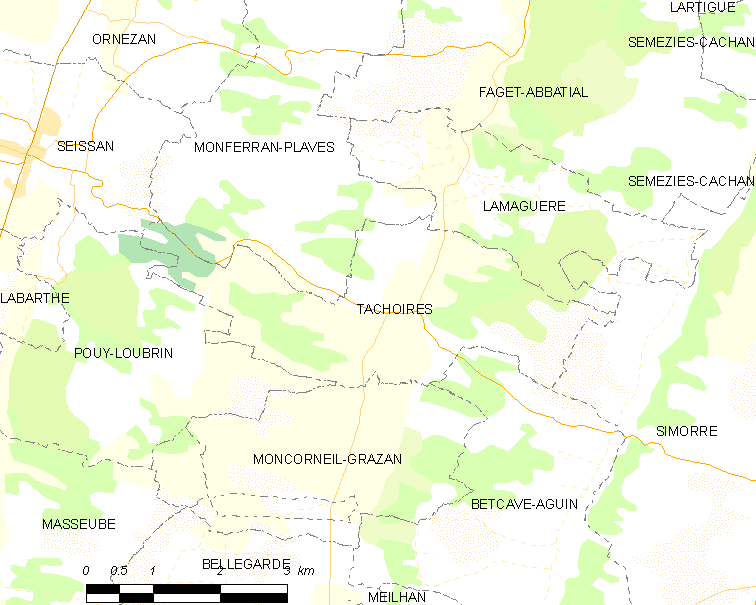
Mapa de la comuna de Taishoèras

## Administració

### Alcaldes
| Període   | Identitat      | Partit |
| --------- | -------------- | ------ |
| 2001-2014 | Michel Cazaban |        |
| 2014-     | Max Balas      |        |

## Demografia

Població 1962-2008

| 1962                                       | 1968 | 1975 | 1982 | 1990 | 1999 | 2006 |
| ------------------------------------------ | ---- | ---- | ---- | ---- | ---- | ---- |
| 112                                        | 106  | 98   | 102  | 100  | 101  | 98   |
| Des de 1962: població sense dobles comptes |      |      |      |      |      |      |